# Brooklyn Gray
Brooklyn Gray (Miami, Florida; 15 de marzo de 1999) es una actriz pornográfica y modelo erótica estadounidense.

## Biografía
Originaria de Florida, nació en marzo de 1999 en Florida, ciudad en la que creció. Asistió a una escuela secundaria donde era asidua a las artes escénicas, musicales y teatro. Inició estudios universitarios pero los abandonó al poco de empezar tras contactar con una agencia de modelos que le dio su primera oportunidad en la industria pornográfica. Debutó como actriz a comienzos de 2019, con 20 años, grabando su primera escena para la web Exploited College Girls.
Como actriz, ha trabajado con estudios como Evil Angel, Tushy, Hustler Video, Deeper, 3rd Degree, Jules Jordan Video, New Sensations, Girlfriends Films, Burning Angel, Zero Tolerance, Reality Kings, Twistys, Brazzers o Naughty America, entre otros.
En 2020 recibió sus primeras nominaciones en el circuito profesional de la industria, destacando por conseguir el reconocimiento en los Premios AVN en la categoría de Mejor escena de trío H-M-H por Drive. Así mismo, fue nominada en los Premios XBIZ a Mejor actriz revelación y a la Mejor escena de sexo en película vignette por Tell Me.
En enero de 2021 ganó su primer premio XBIZ, a la Mejor escena de sexo en película vignette, junto a Small Hands, por la película Lewd.
Ha rodado más de 320 películas como actriz.
Algunos trabajos suyos son All About Ass 4, Barely Legal 172, Cheeky 5, Flaming Ass Allure, Hot As Fuck, Lewd, My Sexy Little Sister 6, Raw 38, Strapped in the Ass, Throat Fucks 6 o Women Seeking Women 175.

## Premios y nominaciones
| Año  | Ceremonia    | Resultado | Premio                                               | Trabajo                               |
| ---- | ------------ | --------- | ---------------------------------------------------- | ------------------------------------- |
| 2020 | Premios AVN  | Nominada  | Mejor escena de trío H-M-H                           | Drive                                 |
| 2020 | Premios AVN  | Nominada  | Premio fan: Debutante más caliente                   | —                                     |
| 2020 | Premios XBIZ | Nominada  | Mejor actriz revelación                              | —                                     |
| 2020 | Premios XBIZ | Nominada  | Mejor escena de sexo en película vignette            | Tell Me                               |
| 2021 | Premios AVN  | Nominada  | Mejor actriz revelación                              | —                                     |
| 2021 | Premios AVN  | Nominada  | Mejor escena de blowbang                             | Tell Me                               |
| 2021 | Premios AVN  | Nominada  | Mejor escena de sexo anal                            | Dance for Me                          |
| 2021 | Premios AVN  | Nominada  | Mejor escena de sexo lésbico                         | Secret Lesbian Diaries 9              |
| 2021 | Premios XBIZ | Ganadora  | Mejor escena de sexo en película vignette            | Lewd                                  |
| 2021 | Premios XBIZ | Nominada  | Mejor escena de sexo en película vignette            | It's Complicated                      |
| 2022 | Premios AVN  | Nominada  | Mejor actriz de reparto                              | Blue Moon Rising                      |
| 2022 | Premios AVN  | Nominada  | Mejor escena de blowbang                             | Facialized 8                          |
| 2022 | Premios AVN  | Nominada  | Mejor escena de sexo lésbico                         | I Love You, You're Fired              |
| 2022 | Premios XBIZ | Nominada  | Mejor actuación de reparto                           | Blue Moon Rising                      |
| 2023 | Premios AVN  | Nominada  | Mejor actriz de reparto                              | Sorrow Bay                            |
| 2023 | Premios XBIZ | Nominada  | Mejor actuación protagonista                         | Sorrow Bay                            |
| 2023 | Premios XBIZ | Nominada  | Mejor escena de sexo en película lésbica             | Sorrow Boy                            |
| 2023 | Premios XBIZ | Nominada  | Mejor escena de sexo en película performance         | School of Submission: Brooklyn Gray   |
| 2023 | Premios XBIZ | Nominada  | Mejor escena de sexo en película de temática erótica | School of Submission: Brooklyn Gray   |
| 2023 | Premios XBIZ | Nominada  | Mejor escena de sexo transexual                      | Muses: Jade Venus                     |
| 2024 | Premios AVN  | Nominada  | Mejor actriz en mediometraje                         | We Are Alone Now                      |
| 2024 | Premios AVN  | Nominada  | Mejor escena de doble penetración                    | DP'd and Double Vag in Strict Bondage |